# Gwizdów (województwo podkarpackie)
Gwizdów – wieś w Polsce położona w województwie podkarpackim, w powiecie leżajskim, w gminie Leżajsk.
W latach 1954–1961 wieś należała i była siedzibą władz gromady Gwizdów, po jej zniesieniu w gromadzie Giedlarowa. W latach 1975–1998 miejscowość administracyjnie należała do województwa 
rzeszowskiego.

## Części wsi
| SIMC    | Nazwa   | Rodzaj    |
| ------- | ------- | --------- |
| 0653802 | Podlas  | część wsi |
| 0653819 | Zagrody | część wsi |

## Kościół
Pierwsze zamiary o zbudowaniu kościoła w Gwizdowie pojawiły się na początku XX wieku. Bezdzietne małżeństwo Karol i Maria Krzanikowie postanowili ofiarować swoją posesję na rzecz przyszłego kościoła, dlatego zbudowali na niej kaplicę. W 1908 roku w tej kaplicy został umieszczony Obraz Matki Bożej Pocieszenia, który został namalowany prawdopodobnie w drugiej połowie XIX wieku przez nieznanego malarza dworskiego. W kaplicy tej w czasie letnim, duchowni z Żołyni, co niedzielę odprawiali msze święte i odbywały się I komunie miejscowych dzieci.
1 lipca 1971 roku dekretem bp Ignacego Tokarczuka została erygowana parafia pw. Matki Bożej Pocieszenia w Gwizdowie. 18 lipca 1971, przybył ks. Szymon Nosal. 3 sierpnia 1971, był najazd Milicji, SB i straży leśnej, ale dzięki bohaterskiej postawie parafia nie doszło do konfiskaty drewna budowlanego. 7/8 sierpnia 1971, do kapliczki dobudowano drewnianą szopę. Pomimo trudności ze strony władz państwowych, 18 października 1971, rozpoczęto budowę murowanego kościoła, którą ukończono w listopadzie. W 1972 roku zbudowano plebanię i założono cmentarz parafialny. 27 sierpnia 1972 bp Tadeusz Błaszkiewicz dokonał poświęcenia kościoła. 17 sierpnia 1975 bp Tadeusz Błaszkiewicz dokonał wprowadzenia Obrazu Matki Bożej Pocieszenia do nowego kościoła. 25 sierpnia 1991 odbyła się konsekracja kościoła, której dokonał bp Stefan Moskwa.
Proboszczowie parafii.
1971–2008. ks. Szymon Nosal.
2008– nadal ks. Kazimierz Rojek.

## Oświata
Początki szkolnictwa w Gwizdowie są datowane na 1906 rok, gdy powstała 1-klasowa szkoła ludowa. Przydatnym źródłem archiwalnym do poznawania początków szkolnictwa w Galicji, są austriackie Szematyzmy Galicji i Lodomerii, które podają wykaz szkół ludowych, wraz z nazwiskami ich nauczycieli. W 1912 roku nauczyciel Karol Drzewicki został przeniesiony do pobliskiego Biedaczowa. Od 1912 roku szkoła posiadała nauczycieli pomocniczych, którą w latach 1912-1914(?) była Maria Krasińska. Szkoła w Gwizdowie istniała do 1924 roku, a uczniowie później uczęszczali do szkoły w Biedaczowie.
Nauczyciele kierujący
1906–1907. Posada nieobsadzona.
1907–1908. Józef Marciniec.
1908–1912. Karol Drzewicki.
1912–1914(?). Józefa Litwińska.

## Osoby związane z miejscowością
- ks. kan. Stanisław Pawul – duchowny diecezji zielonogórsko-gorzowskiej.
- dr Szczepan Karakuła (1935–1996) – astrofizyk, astronom, badacz galaktyk[12][13].